# دارين ريد (لاعب كرة قاعدة)
دارين ريد (بالإنجليزية: Darren Reed)‏ هو لاعب كرة قاعدة أمريكي، ولد في 16 أكتوبر 1965 في أوجي في الولايات المتحدة.